# 미국-캐나다 관계
미국과 캐나다 관계는 역사적으로 광범위하다. 미국 독립 혁명을 시작으로 왕당파가 캐나다로 도피했을 때 캐나다의 목소리 요소는 미국의 지배 또는 합병에 대해 경고했다. 1812년 전쟁은 국경을 넘어 양방향으로 침공했지만 전쟁은 국경을 바꾸지 않고 끝났다. 오대호 지역과 마찬가지로 국경도 비무장화되었다. 영국은 미국에 대한 아메리카 원주민의 공격 지원을 중단했으며 미국은 다시는 캐나다 침공을 시도하지 않았다. 약간의 실패한 습격을 제외하고는 평화롭게 유지되었다.
영국이 철수를 결정함에 따라, 미국의 인수에 대한 두려움은 캐나다 연방 (1867)과 캐나다의 자유 무역 거부 (1911)에서 중요한 역할을 했다. 군사적 협력은 제2차 세계 대전 중에 긴밀했으며 냉전 기간 동안 북미항공우주방위사령부(NORAD)를 통해 양자간, 북대서양 조약 기구(NATO)를 통해 다자간 지속 되었다. 대중 문화와 엘리트 문화의 과도한 중첩뿐만 아니라 두 국가 사이에 많은 양의 무역과 이주가 계속되고 있다.
두 나라는 세계에서 가장 긴 공유 국경 을 가지고 있다. 또한 상당한 군사적 상호 운용성을 가지고 있다. 최근의 어려움에는 반복되는 무역 분쟁, 환경 문제, 석유 수출 의 미래에 대한 캐나다의 우려, 불법 이민 문제 및 테러 위협이 포함된다. 무역은 특히 1988년 자유 무역 협정(FTA), 1994 북미자유무역협정(NAFTA), 2020년 미국-멕시코-캐나다 협정(USMCA)에 이어 지속적으로 확대되어 두 경제를 점진적으로 통합했다. 국경을 넘는 상품, 서비스 및 사람의 용이한 이동과 같은 여러 측면에서의 협력은 더욱 확대될 뿐만 아니라 합동 국경 검사 기관의 설립, 미국 식품 검사원의 캐나다 공장 이전 그 반대의 경우도 마찬가지이다. 정보 공유를 늘리고 식품에서 공산품에 이르기까지 모든 것에 대한 규제를 조화시켜 미국-캐나다 연합을 더욱 확대한다.
냉전 이후 각국 의 외교 정책은 긴밀 하게 연계 되어 왔다 . 그럼에도 불구하고 캐나다는 독립적인 외교 정책을 가지고 있다. 예를 들어, 쿠바와 완전한 관계를 유지하고 베트남 전쟁 과 2003년 이라크 침공에 참여하는 것을 거부했다. 북서 항로가 국제 수역에 있는지 캐나다 주권 하에 있는지에 대한 외교적 논쟁도 있다.

## 역사

북미의 유럽 식민지 지도, c. 1750. 유럽 열강의 영토 주장은 프렌치 인디언 전쟁 동안에 싸웠다.

1760년 영국이 프랑스령 캐나다를 정복하기 전에 영국군 과 프랑스군 사이에 일련의 전쟁이 있었고 식민지는 물론 유럽과 공해에서도 벌어졌다. 일반적으로 영국은 미국 식민 민병대에 크게 의존한 반면 프랑스는 퍼스트 네이션 동맹국에 크게 의존했다. 이로쿼이족은 영국의 중요한 동맹국이었다. 전투의 대부분은 뉴잉글랜드와 퀘벡 국경을 따라 있는 마을에서 매복과 소규모 전쟁이 수반되었다. 뉴잉글랜드 식민지는 퀘벡보다 인구가 훨씬 많았기 때문에 주요 침략은 남쪽에서 북쪽으로 왔다. 프랑스에 의해 느슨하게 통제되는 퍼스트 네이션 동맹국은 반복적으로 뉴잉글랜드 마을을 습격하여 여성과 어린이를 납치하고 남성을 고문하고 죽였다. 살아남은 사람들은 프랑스어를 사용하는 가톨릭 신자로 양육되었다. 국경을 둘러싼 긴장은 종교에 의해 악화되었고, 프랑스 가톨릭과 영국 개신교는 깊은 상호 불신을 가지고 있었다. 적의 상선을 공격하는 사략 선과 관련된 해군 차원도 있었다.
미국 독립 전쟁 이 시작될 때 미국 혁명가 들은 퀘벡의 프랑스계 캐나다인 과 노바스코샤의 식민지 개척자들이 반란에 가담하기를 희망했으며 연합 규약에서 미국에 합류하기 위해 사전 승인을 받았다. 캐나다가 침공 당했을 때 수천 명이 미국의 대의에 합류하여 전쟁 중에 싸운 연대를 형성했다. 그러나 대부분은 중립을 유지했고 일부는 영국의 노력에 합류했다. 영국은 프랑스계 캐나다인들에게 대영제국이 이미 퀘벡법에 자신들의 권리를 안겼다고 조언했는데, 이는 미국 식민지가 참을 수 없는 법 중 하나로 여겼다. 미국의 침공은 실패였고 영국은 북부 지역에 대한 장악력을 강화했다. 1777년, 뉴욕에 대한 영국의 대대적인 침공으로 인해 사라토가에서 영국군 전체가 항복하고 프랑스가 미국의 동맹으로 전쟁에 참전하게 되었다. 프랑스계 캐나다인들은 프랑스의 연대 요청을 무시했다. 전쟁이 끝난 후 캐나다는 미국을 떠나고 싶거나 패트리어트의 보복으로 인해 그렇게 해야 했던 약 75,000명의 충성파의 피난처가 되었다.
전쟁을 종식시킨 파리 조약은 영국군이 오대호 국경 남쪽의 모든 요새를 철수할 것을 요구했다. 영국은 전쟁에서 재산을 잃은 왕당파에 대한 재정적 배상을 미국이 제공하지 않았다는 이유로 그렇게 하기를 거부했다. 1795년 영국과의 제이 조약으로 이 문제가 해결되었고 영국군은 요새를 떠났다. 토머스 제퍼슨은 근처에 있는 영국의 존재를 미국에 대한 위협으로 보고 제이 조약에 반대했고, 이는 당시 미국의 주요 정치적 쟁점 중 하나가 되었다. 1785년부터 1812년까지 수천 명의 미국인이 더 싼 땅과 더 나은 세율을 얻기 위해 어퍼 캐나다(온타리오)로 이주했다. 전쟁이 발발하면 미국에 충성할 것이라는 기대에도 불구하고, 그들은 대체로 비정치적이었다.
1812년 전쟁의 여파로 성공회 주교 존 스트라찬(John Strachan)이 이끄는 친영 보수파가 온타리오 주("어퍼 캐나다")를 장악하고 보다 공화적인 감리교와 침례교 교회가 아닌 성공회 종교를 홍보했다. Family Compact로 알려진 소수의 맞물린 엘리트가 정치적인 통제권을 완전히 장악했다. 미국에서 행해지는 민주주의는 조롱을 받았다. 이 정책은 미국으로부터의 이민을 억제하는 효과가 있었다. 1837년 온타리오와 퀘벡("로어 캐나다")에서 민주주의를 지지하는 반란 이 진압되었다. 많은 지도자들이 미국으로 도피했다. 미국의 정책은 반란을 크게 무시하고 실제로 미국 국경의 서쪽 확장에 찬성하여 일반적으로 캐나다를 무시하는 것이 었다.
대영 제국과 캐나다는 미국 남북 전쟁에서 중립적이었지만, 약 40,000명의 캐나다인이 연합군에 자원했다. 많은 사람들이 이미 미국에 살고 있었고 몇몇은 남부군에 있었다. 그러나 드래프트에 소집된 수백 명의 미국인들은 캐나다로 도피했다. 1864년에 남부 연합 정부는 캐나다를 미국 국경 도시를 공격하기 위한 기지로 사용하려고 했다. 그들은 1864년 10월 19일 버몬트 주의 세인트 올번스(St. Albans) 마을을 습격하여 미국 시민을 죽이고 20만 달러가 넘는 은행 3곳을 강탈했다. 3명의 남군은 캐나다로 탈출하여 체포되었다가 석방되었다. 많은 미국인들은 캐나다 정부가 사전에 급습을 알고 있었다고 의심했다. 캐나다 지방 법원에서 약탈자들을 석방했을 때 분노가 만연했다. William H. Seward 미국 국무장관은 영국 정부에 "이러한 절차가 미국에 대해 적법하거나 정당하거나 우호적인 것으로 간주하는 것은 불가능하다"고 밝혔다.
캐나다는 1867년에 내정에서 자치령이 되었고 영국은 외교와 국방 정책을 통제했다. 연방 이전에는 미국인들이 위도 54도를 주장하는 오레곤 경계 분쟁 이 있었다. 1846 년 오리건 조약은 분쟁 지역을 분할하여 문제를 크게 해결했다.
1903년 알래스카 국경 분쟁이 미국에 유리하게 해결되면서 단기적인 논쟁이 벌어졌다. 클론다이크 골드 러시(Klondike Gold Rush)가 수만 명의 남성을 캐나다의 유콘(Yukon)으로 데려와 미국 항구를 통해 도착할 때까지 이 문제는 중요하지 않았다. 캐나다는 항구가 필요했고 현재 미국 알래스카주 헤인즈 근처 항구에 대한 법적 권리가 있다고 주장했다. 그것은 풍부한 금광으로 가는 전체 캐나다 경로를 제공할 것이다. 분쟁은 중재에 의해 해결되었고 영국 대표는 미국인들과 함께 투표했다. 갑자기 영국이 캐나다와의 관계에 비해 미국과의 관계를 가장 중요하게 생각한다는 사실을 깨달은 캐나다인들의 놀라움과 혐오감에 대한 것이었다. 중재는 현상 유지를 확인했지만 캐나다는 런던에 화를 냈다.
캐나다는 1919년 베르사유 평화 회담에 대영제국 조약에 서명하는 조건으로 자체 대표단을 런던에 보내도록 요청하고 허가를 받았다. 이후 캐나다는 1920년대에 자국의 외교 및 군사 업무에 대한 책임을 지게 되었다. 1927년에 Vincent Massey 주미 대사가 임명되었다. 캐나다 주재 미국 대사는 윌리엄 필립스(William Phillips)였다. 캐나다는 영연방, 국제 연맹 및 세계 법원의 적극적인 회원이 되었으며, 그 중 어느 것도 미국을 포함하지 않았다.
두 국가는 새로운 차원의 번영과 추축국을 무찌를 결의를 보았을 때 제2차 세계 대전에서 긴밀하게 협력했다. 윌리엄 라이언 매켄지 킹(William Lyon Mackenzie King) 수상과 프랭클린 D. 루즈벨트(Franklin D. Roosevelt) 대통령은 전임자들의 실수를 반복하지 않기로 결심했다. 그들은 1940년 8월 Ogdensburg에서 만나 긴밀한 협력을 촉구하는 선언문을 발표하고 영구 합동 국방 위원회(PJBD)를 구성했다.
윌리엄 리옹 매켄지 킹(William Lyon Mackenzie King) 총리는 외무장관 루이 생 로랑(Louis St. Laurent)과 긴밀히 협력하여 1945~48년 외교 관계를 신중하게 다루었다. 캐나다는 재건을 돕기 위해 영국에 돈을 기부했다. 유엔 안전보장이사회에 선출되었다. NATO 설계를 도왔다. 그러나 Mackenzie King은 미국과의 자유 무역을 거부하고 베를린 공수 에서 역할을 수행하지 않기로 결정했다. 캐나다는 주로 영국과 별도로 활동할 수 있기 때문에 국제 연맹에 적극적으로 참여했다. 그것 은 유엔 과 국제 통화 기금의 전후 형성 에서 미미한 역할 을 했다 . 그것은 1947년 관세 및 무역에 관한 일반 협정을 설계하는 데 다소 더 큰 역할을 했다. 20세기 중반 이후 캐나다와 미국은 매우 가까운 파트너가 되었다. 캐나다는 냉전 기간 동안 미국의 가까운 동맹국이었다.
1990년대 캐나다-미국 관계의 주요 쟁점은 1994년에 체결된 북미자유무역협정(North American Free Trade Agreement)에 초점이 맞춰져 있었다. 그것은 2014년까지 19조 달러의 가치가 있는 공통 시장을 만들었으며 4억 7천만 명의 사람들을 포괄하며 수백만 개의 일자리를 창출했다. 윌슨은 "NAFTA가 캐나다 소비자, 근로자, 기업에 막대한 이익을 가져다주었다는 점에 이의를 제기하는 사람은 거의 없다."라고 말했다. 그러나 그는 "NAFTA는 기대에 크게 못 미쳤다"고 덧붙였다.

## 같이 보기
- 미국-캐나다 국경
- 미국의 대외 관계
- 미국-영국 관계